# Partido Popular Social Cristiano
El Partido Popular Social Cristiano (en luxemburgués: Chrëschtlech Sozial Vollekspartei) es un partido político de Luxemburgo cristiano-demócrata y fuertemente  europeísta.
Todos los primeros ministros de Luxemburgo desde la restauración de la democracia tras la Segunda Guerra Mundial hasta el día de hoy han sido de este partido político, a excepción del período 1974-1979 donde lo fue Gaston Thorn, miembro del Partido Democrático (con el apoyo del Partido Socialista Obrero Luxemburgués).

## Historia
El CSV fue fundado en 1944, cuando el Partido de la Derecha (fundado en 1914) pasó a llamarse Partido Popular Socialcristiano. Todas las elecciones luxemburgesas, desde las primeras (1945) hasta las últimas (2004), han sido ganadas por el CSV a excepción de las de 1974, donde ganaron los socialistas por un 1,6 % de ventaja, partido entra en la oposición cuando el Partido Democrático (Luxemburgo) de Gaston Thorn se convierte en primer ministro en coalición con el LSAP., provocando que el partido pase a la oposición por primera y única vez en toda su historia, ya que en las siguientes elecciones (1979) ganó con una ventaja del 10,2 % y desde entonces se ha mantenido como la primera fuerza luxemburguesa.
Actualmente en la oposición, tiene 21 de los 60 escaños.

## Políticos

### Lista de presidentes
1. Émile Reuter (1945-1964)
2. Tony Biever (1964-1965)
3. Jean Dupong (1965-1972)
4. Nicolas Mosar (1972-1974)
5. Jacques Santer (1974-1982)
6. Jean Spautz (1982-1990)
7. Jean-Claude Juncker (1990-1995)
8. Erna Hennicot-Schoepges (1995-2003)
9. François Biltgen (2003-2009)
10. Michel Wolter (2009-7 de febrero de 2014)
11. Marc Spautz (8 de febrero de 2014-25 de enero de 2019)
12. Frank Engel (26 de enero de 2019-actualidad)

### Antiguos políticos
- Joseph Bech: primer ministro luxemburgués (1926-1937 y 1953-1958)
- Pierre Dupong: primer ministro luxemburgués (1937-1953)
- Pierre Frieden: primer ministro luxemburgués (1958-1959)
- Jacques Santer: primer ministro luxemburgués (1984-1995), presidente de la Comisión Europea (1995-1999)
- Pierre Werner: primer ministro luxemburgués (1959-1974 y 1979-1984)
- Jean-Claude Juncker: primer ministro luxemburgués (1995-2013)

### Políticos actuales
- Viviane Reding: comisaria europea de la Sociedad de la Información y los Medios de Comunicación.

### Resultados electorales
| Año   | Votos          | %     | Resultado | +/- | Gobierno  |
| ----- | -------------- | ----- | --------- | --- | --------- |
| 1945  | 907.601 (#1)   | 41,41 | 25/51     | 16a | Coalición |
| 1948b | 386.972 (#2)   | 33,30 | 22/51     | 3   | Coalición |
| 1951b | 425.545 (#1)   | 40,57 | 21/52     | 1   | Coalición |
| 1954  | 1.003.406 (#1) | 42,36 | 26/52     | 5   | Coalición |
| 1959  | 896.840 (#1)   | 36,91 | 21/52     | 5   | Coalición |
| 1964  | 883.079 (#2)   | 33,28 | 22/56     | 1   | Coalición |
| 1968  | 915.944 (#1)   | 35,27 | 21/56     | 1   | Coalición |
| 1974  | 836.990 (#2)   | 27,85 | 18/59     | 3   | Oposición |
| 1979  | 1.049.390 (#1) | 34,51 | 24/59     | 6   | Coalición |
| 1984  | 1.148.085 (#1) | 34,89 | 25/64     | 1   | Coalición |
| 1989  | 974.530 (#1)   | 31,67 | 22/60     | 3   | Coalición |
| 1994  | 887.651 (#1)   | 29,71 | 21/60     | 1   | Coalición |
| 1999  | 870.985 (#1)   | 29,73 | 19/60     | 2   | Coalición |
| 2004  | 1.103.825 (#1) | 35,81 | 24/60     | 5   | Coalición |
| 2009  | 1.129.368 (#1) | 37,34 | 26/60     | 2   | Coalición |
| 2013  | 1.103.636 (#1) | 33,68 | 23/60     | 3   | Oposición |
| 2018  | 999.381 (#1)   | 28,31 | 21/60     | 2   | Oposición |
| 2023  | 1.075.841 (#1) | 29.23 | 21/60     |     | Coalición |

a Respecto al resultado del Partido de la Derecha en 1937.
b Elección parcial de la mitad de la cámara.